# Grup Acèfala
El Grup Acèfala o Grup Acephala que etimològicament vol dir sense cap o en aquest cas sense cabdell, és un grup cultivar per a l'espècie Brassica oleracea (la col, també hi ha el Grup Capitata o sigui el de les cols de cabdell). El Grup Acèfala inclou:
- Col verda, en anglès: Kale
- Col farratgera, en anglès: Collard greens
- spring greens, terme en anglès per a un tipus de col verda molt proper al tipus silvestre de la col.

Les cols verdes i les cols farratgeres són més nutritives que les cols que formen cabdells donat que les seves fulles estan més exposades a la llum. La col verda o Kale crua té 4 vegades més vitamina C, a igualtat de pes, que la que contenen els fruits cítrics.